# Palackpálma
A palackpálma (Hyophorbe lagenicaulis) az egyszikűek (Liliopsida) osztályának pálmavirágúak (Arecales) rendjébe, ezen belül a pálmafélék (Arecaceae) családjába tartozó faj.

## Előfordulása
Mauritiusról és annak egy szomszédos szigetéről származik. Őshonos környezetében kevesebb, mint 10 kifejlett példánya található. Ennek ellenére a palackpálma jövője biztosított, mivel sok helyen termesztik. Elsősorban zárt parkokban és szállodakertekben ültetik.

## Megjelenése
Alacsony törzse a tő közelében vagy (többnyire) a közepe táján hordó alakúan megduzzadt. Az álltörzs sokkal vékonyabb, mint a törzs legvastagabb része. A levélüstököt többnyire csupán 5-8 levél alkotja. A növény felálló törzsű, legfeljebb 5 méter magas fa. Levele szárnyalt, többnyire 2 méternél rövidebb, a legfiatalabbak felállók, a többi ívben meghajló. A levélhüvelyek viszonylag hosszú, zöld, felfelé keskenyedő álltörzset alkotnak. Kicsi, sárgás virágai púderpamacsszerű, csüngő virágzatokban fejlődnek, közvetlenül az álltörzs alatt. Termése hosszúkás-gömbölyded, körülbelül 2 centiméter hosszú, színe a narancsszíntől a feketéig terjed, a virágtakaró levelek maradók.

## Egyéb
A pálmatörzs rendes körülmények között egész hosszúságában közel azonos vastagságú marad. Az életkoruk delén a palackpálmák törzse azonban kifejezetten hordó alakú lesz. Idős korban a felső, keskeny rész megnyúlik, ezáltal palack alak keletkezik. A fura alak, a csekély magasság, továbbá a jó szárazság- és sótűrő képessége miatt kedvelt dísznövénnyé vált, amelyért magas árat fizetnek.

## Képek

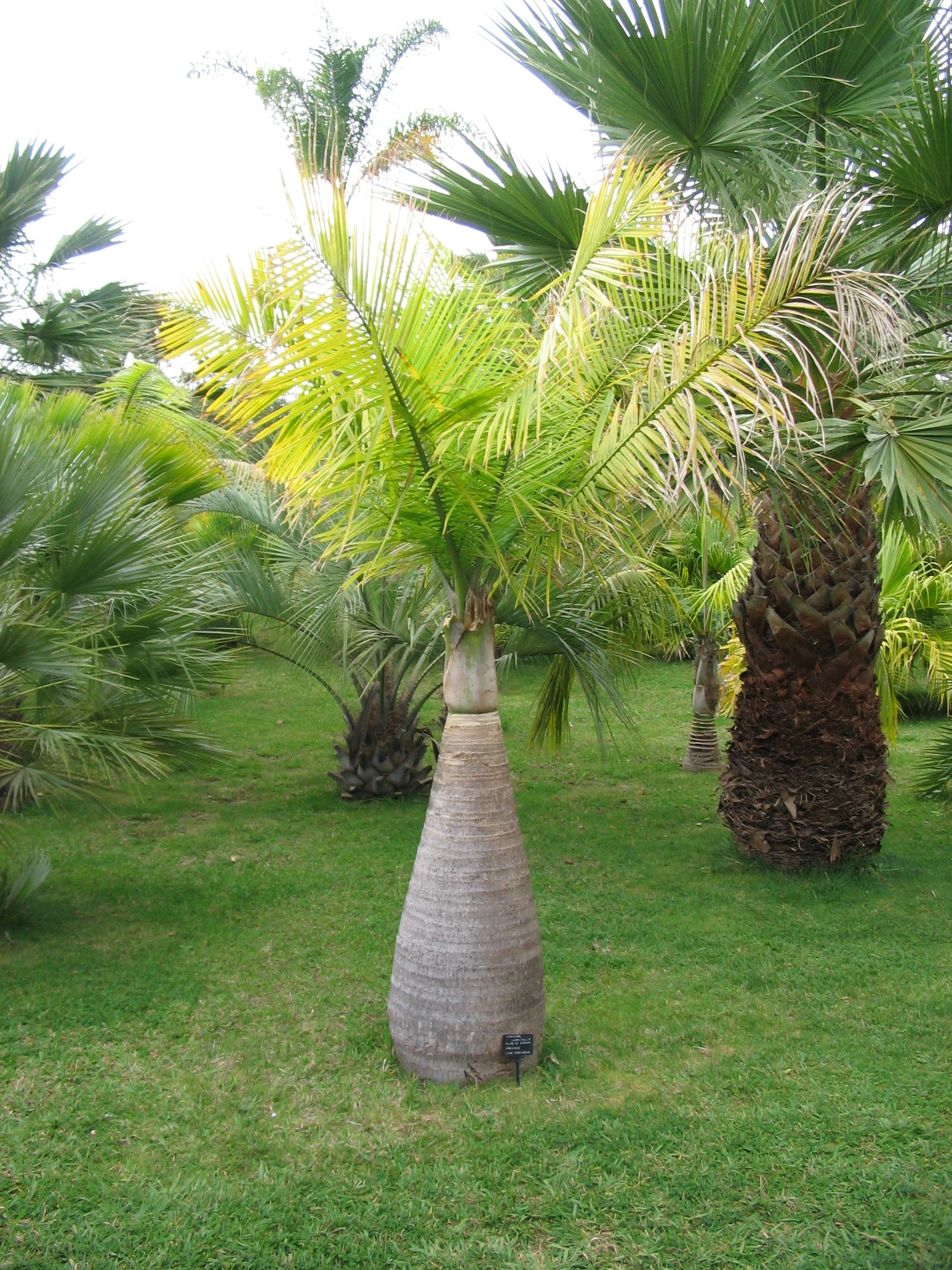
A növény
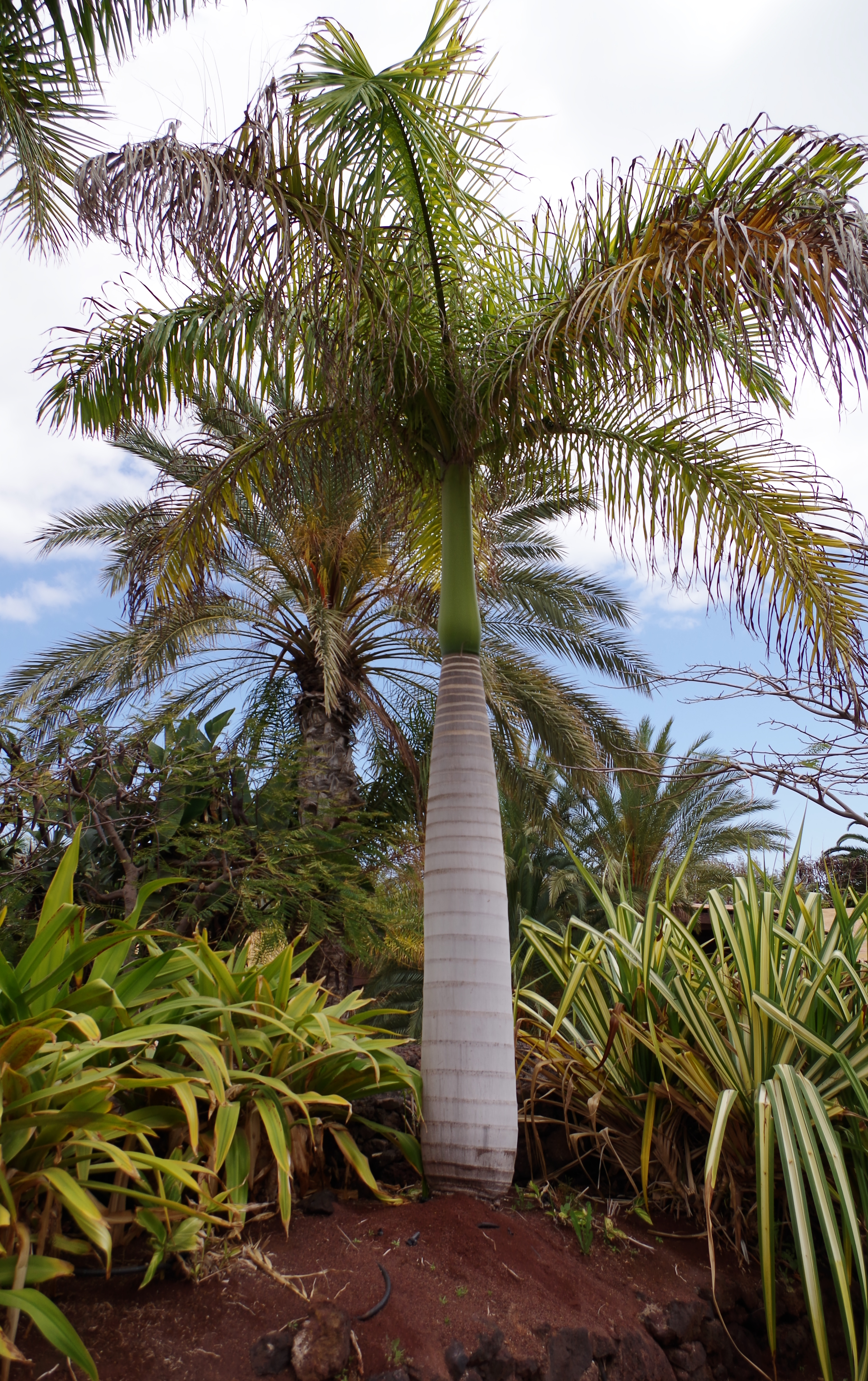
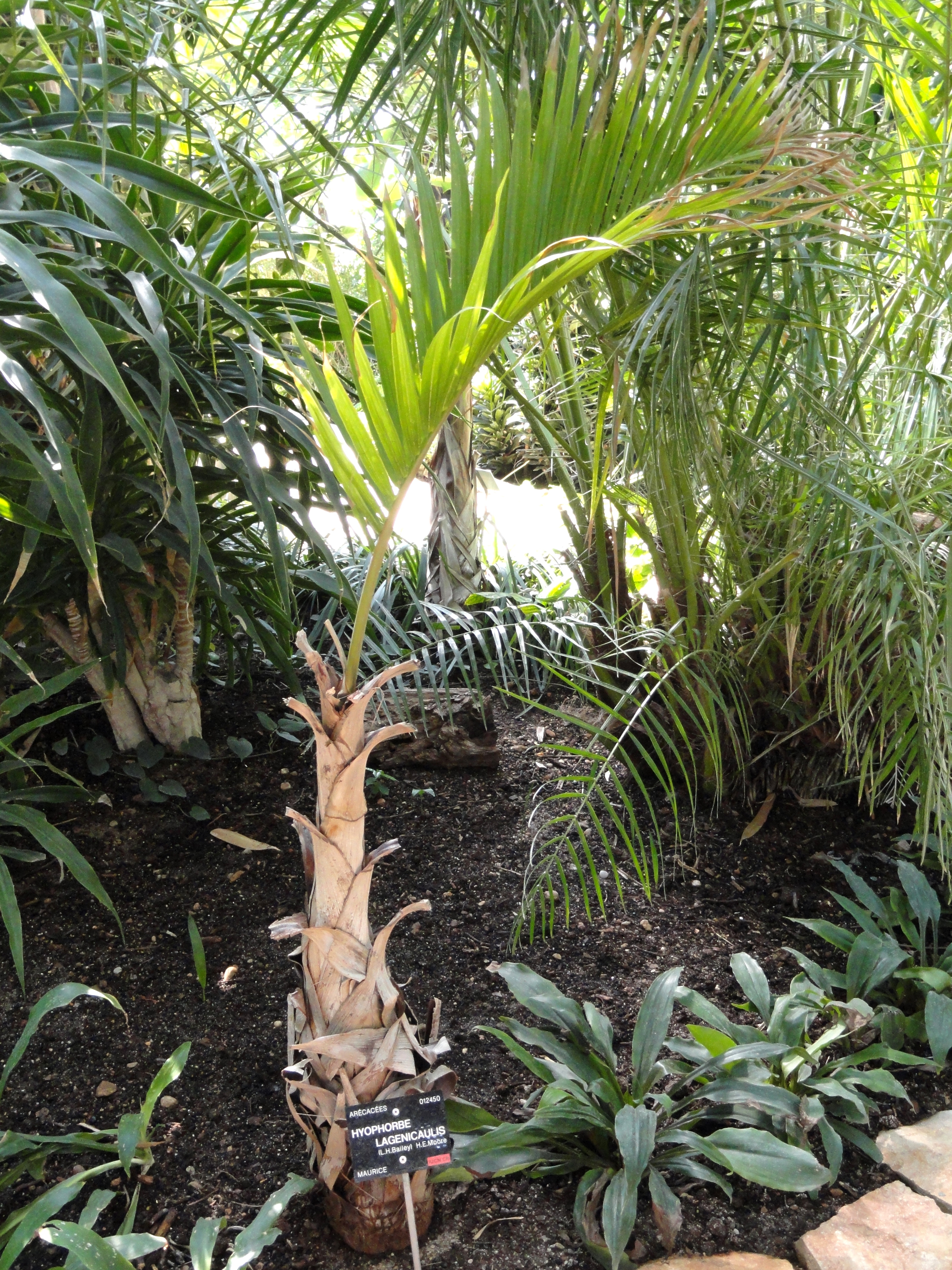
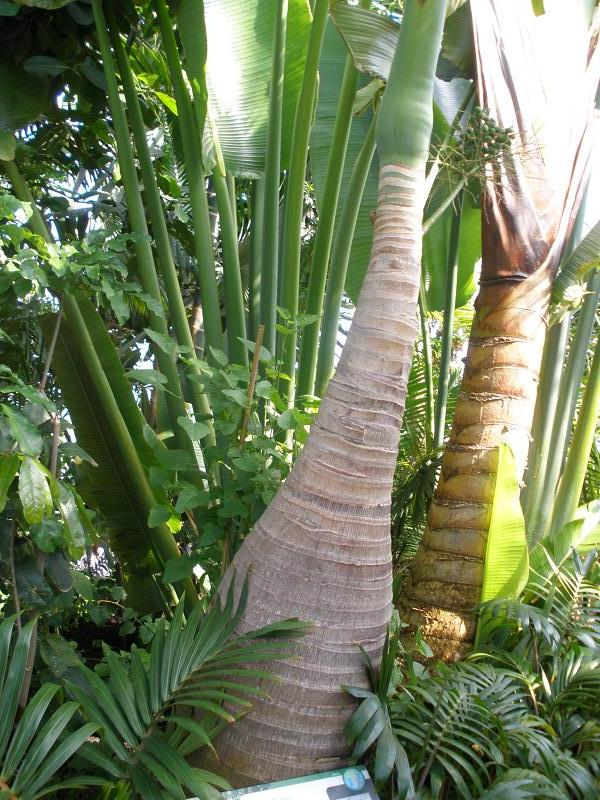
Törzsei
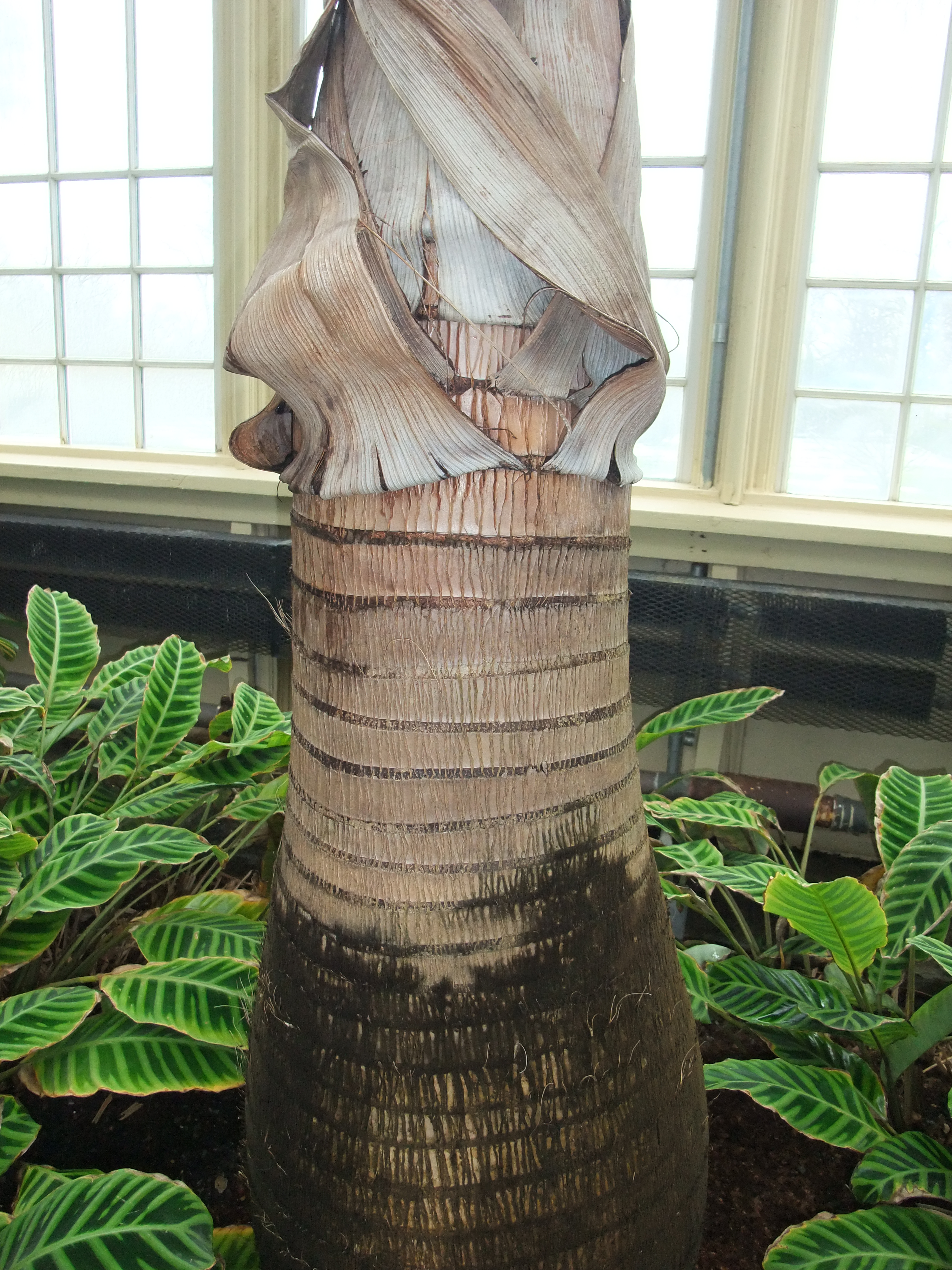
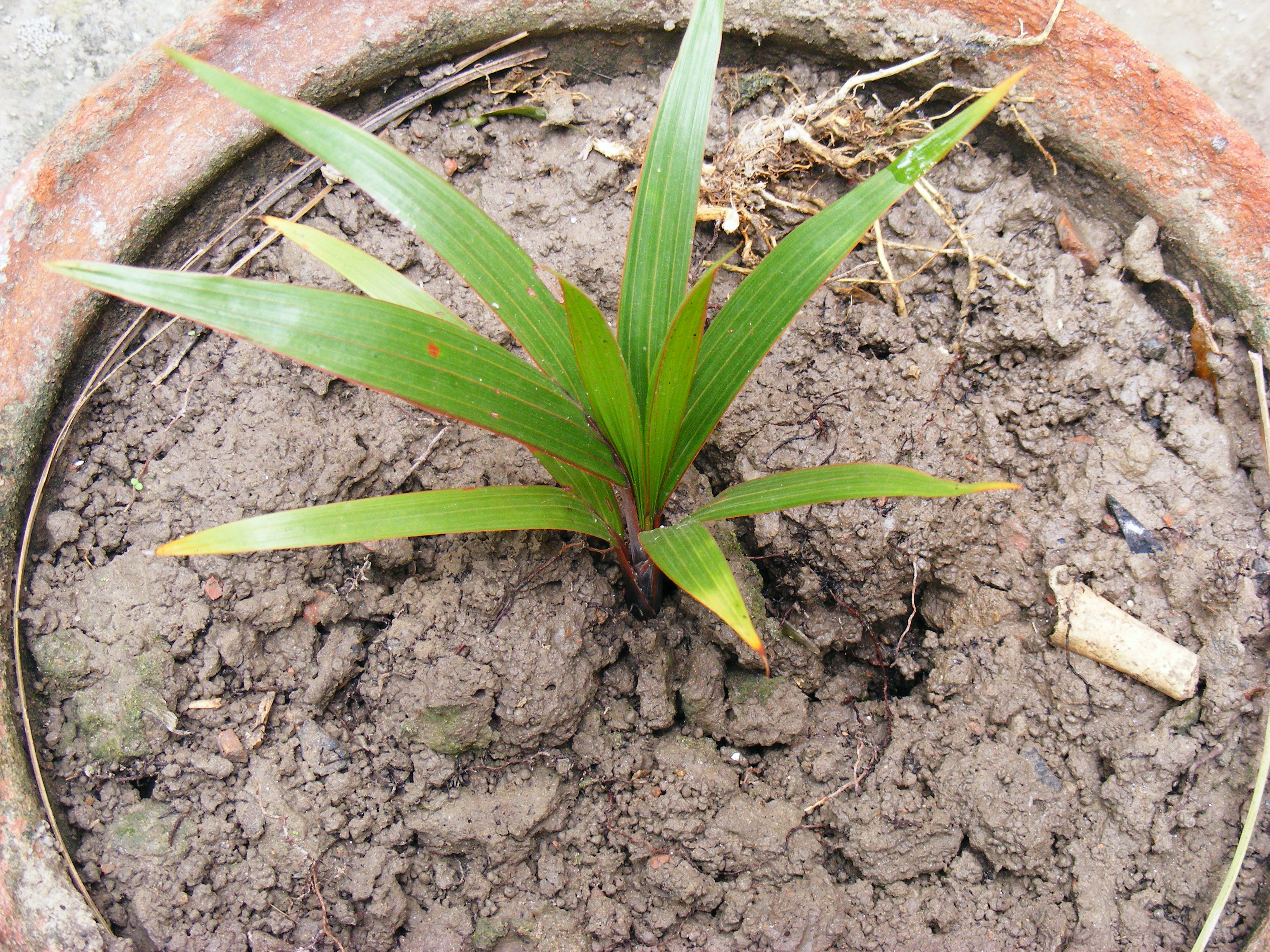
Fiatal példány
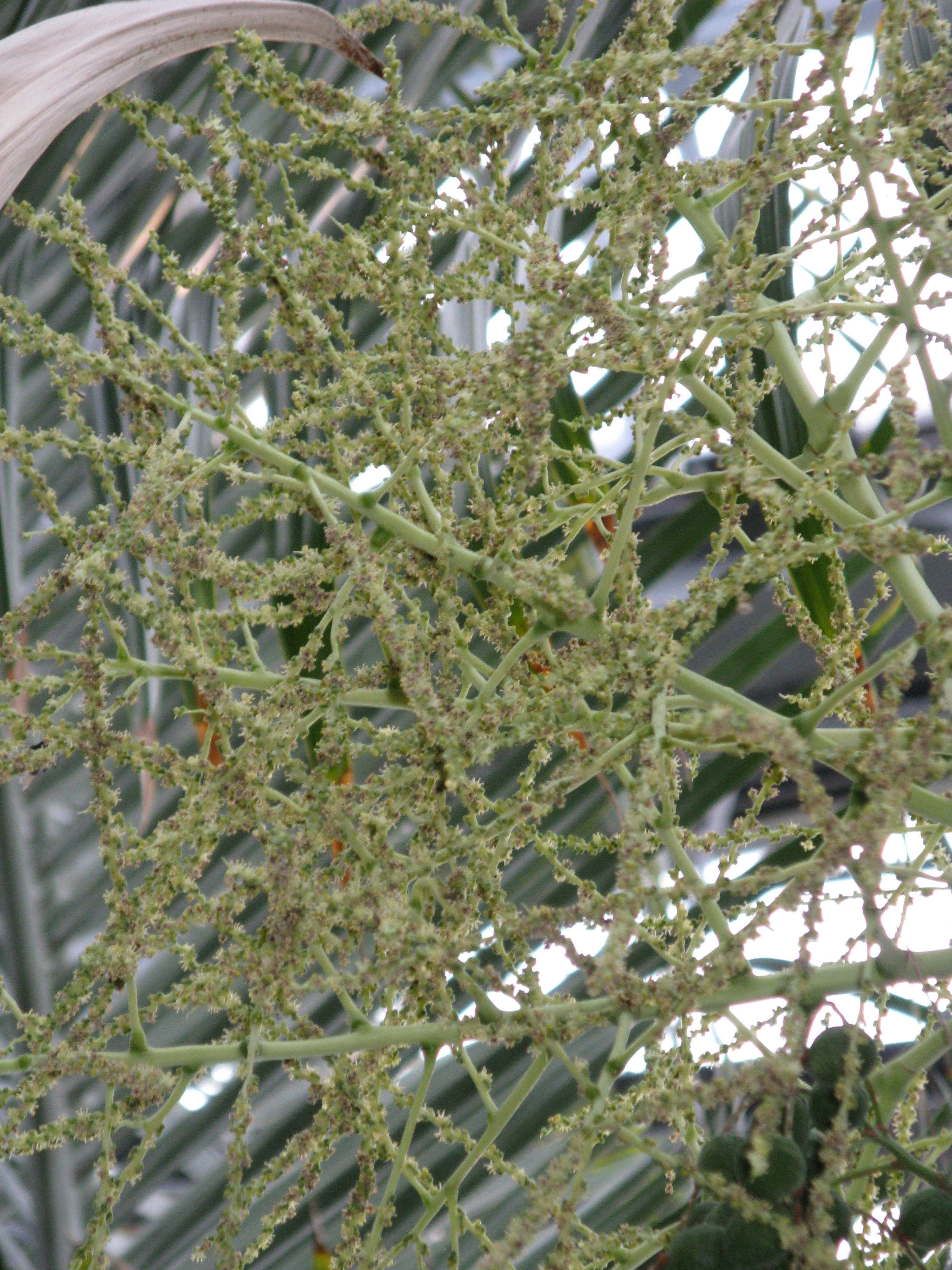
Virágzatai
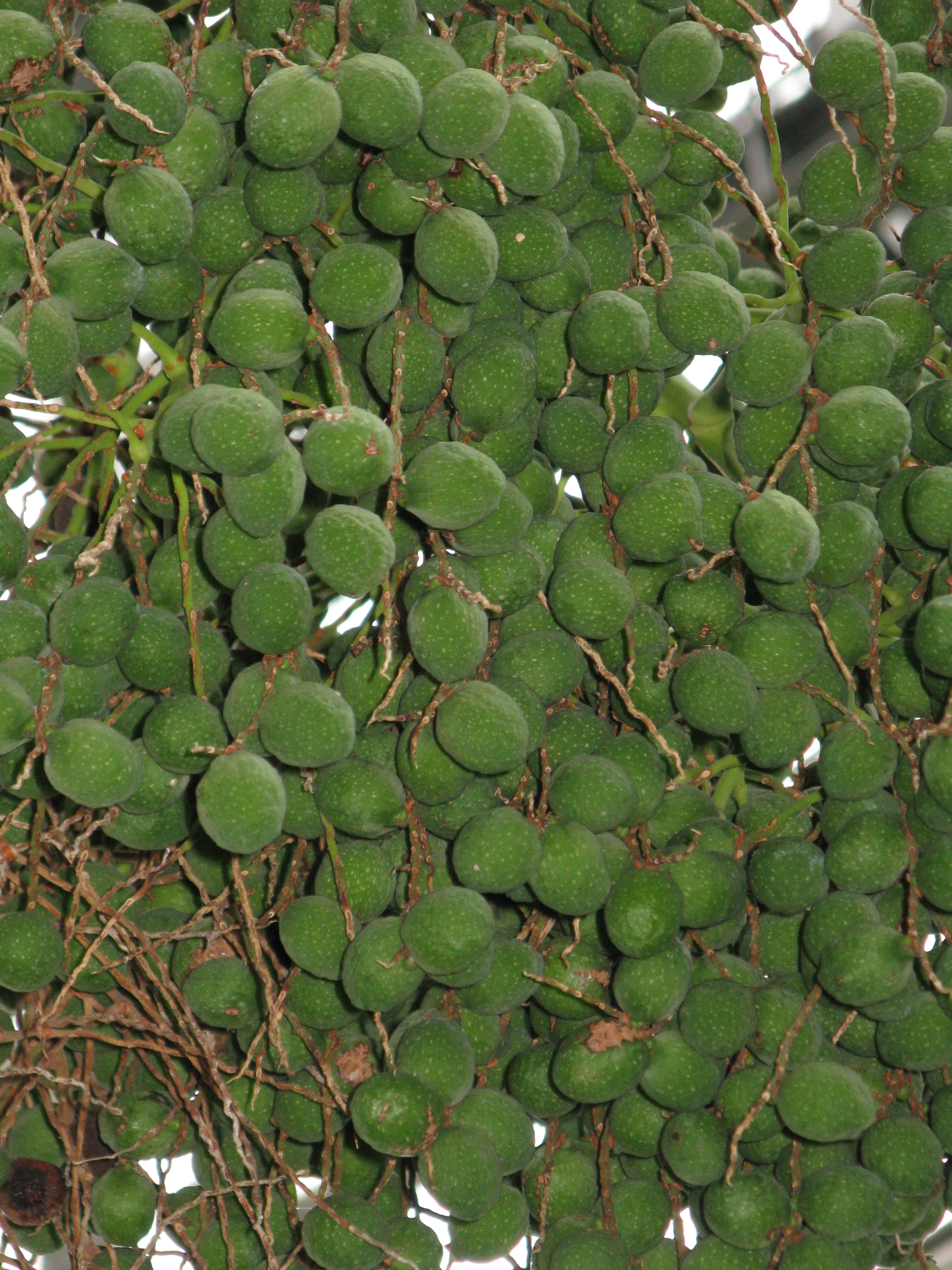
és termései